# Як впоратися з диким бікіні
«Як впоратися з диким бікіні» (How to Stuff a Wild Bikini) — американський комедійний мюзикл Вільяма Ешера 1965 року.

## Сюжет
Френкі несе службу на американській військово-морській базі на віддаленому острові в Тихому океані. Він переживає з приводу, що залишив свою кохану на пляжі в Каліфорнії. Френкі звертається до місцевого чаклуна і той створює бікіні, одягнувши яке дівчина стане об'єктом загальної уваги, і на подругу Френкі ніхто не подивиться.

## У ролях
- Аннетт Фанічелло — Ді Ді
- Дуейн Гікман — Рікі
- Браян Донлеві — «Big Deal» Макферсон
- Гарві Лембек — Ерік фон Зіппер
- Беверлі Адамс — Касандра
- Джон Ешлі — Джонні
- Бастер Кітон — Бвана
- Френкі Авалон — Френкі